# Tagaste
Tagaste (toponimo berbero reso di norma in latino Thagaste) era una città africana, nota soprattutto per essere stata patria del filosofo sant'Agostino; si trova circa 70 km a sud-est di Annaba, l'antica Ippona, di cui Agostino fu vescovo.
Il nome attuale della città è Souk Ahras, moderno centro agricolo algerino. La città non ebbe mai eccessiva importanza; municipium romano, fece parte dell'Africa proconsolare, quindi della Numidia.
Tagaste viene già menzionata da Plinio (V,4,4). All'epoca di sant'Agostino, e fino al VII secolo, era la sede episcopale della Numidia. Sono noti tre vescovi di Tagaste:
- san Firmino, menzionato dal Martirologio romano;
- sant'Alipio, amico di Agostino;
- san Gennaro.

Gli adepti della dottrina agostiniana vengono da tutto il mondo a raccogliersi presso un olivo secolare sotto il quale, secondo la tradizione, il santo passava molte ore a meditare all'alba e al tramonto.
L'olivo è situato su una collina che domina la città antica, oggi scomparsa. Vi si trovano alcune statue intagliate nel marmo o in un calcare più grossolano, oltre a pietre che recano incise iscrizioni latine. Sono stati portati alla luce anche i resti di una basilica.

## Altre informazioni
Attualmente, filologi e ricercatori delle Isole Canarie (Spagna) hanno collegato Tagaste a Tegueste. Quest'ultimo deriva da * tegăsət, che significa "umido" ed è di origine guanci, che aveva un'origine berbera.